# Richard Southall
Pour les articles homonymes, voir Southall.
Richard Southall (1937 - 26 mai 2015 (8 juin dans le calendrier grégorien)) est un typographe et dessinateur de caractères.

## Bibliographie

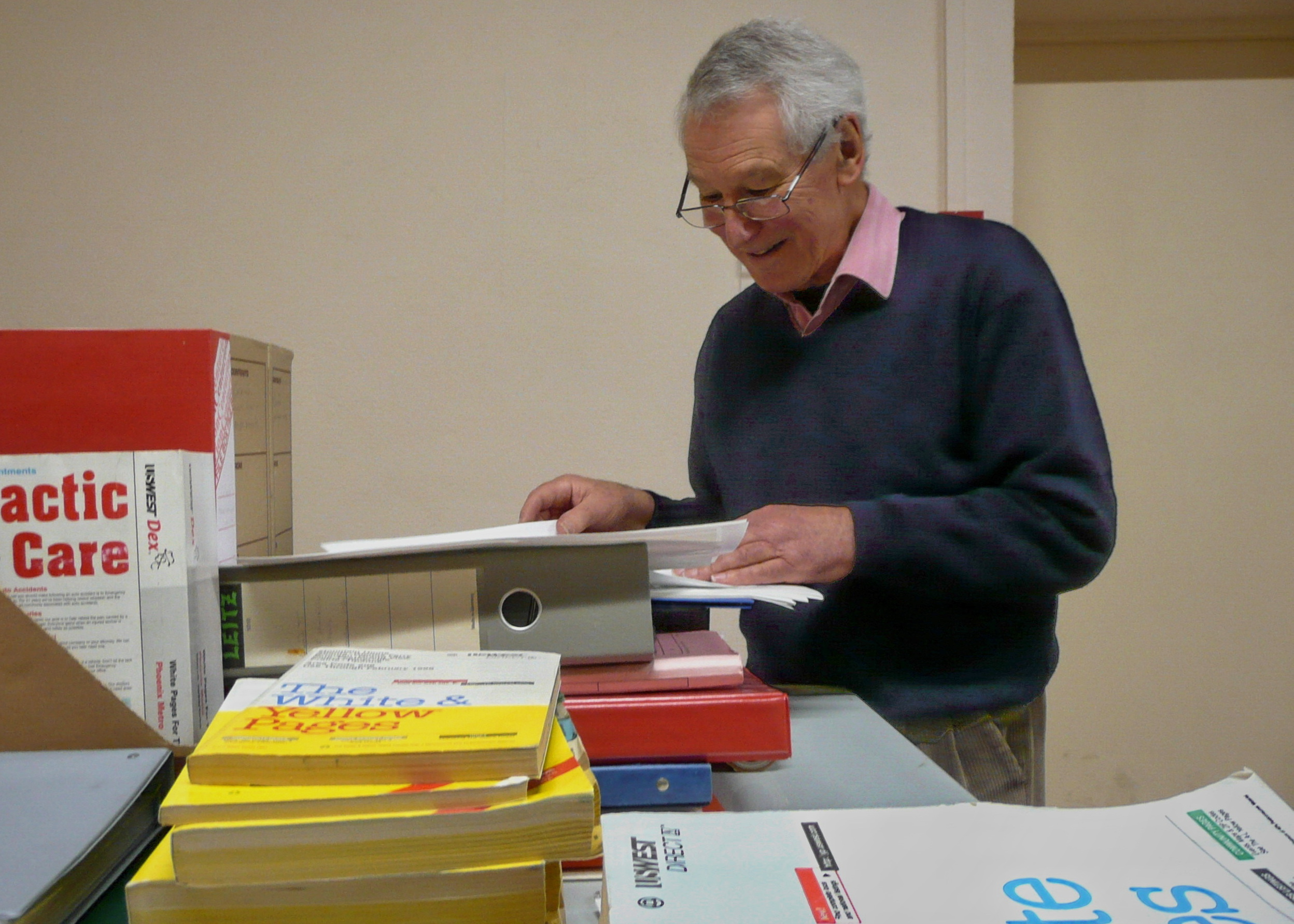